# PSR B1257+12
PSR B1257+12 (ibland också kallad PSR 1257+12) är en pulsar på omkring 980 ljusårs avstånd från jorden.
År 2006 hade man funnit fyra exoplaneter kretsande runt denna pulsar. Dessa var de allra första exoplaneterna att bli funna vid en pulsar.

## Pulsaren
PSR B1257+12 ligger i stjärnbilden Jungfrun. Dess beteckning PSR B1257+12 refererar till dess koordinater i epoken B1950.0. Den ligger på omkring 980 ljusårs avstånd från jorden.
PSR B1257+12 upptäcktes av den polska astronomen Aleksander Wolszczan den 9 februari 1990 med hjälp av Arecibo-observatoriet. Det är en millisekundpulsar, en typ av neutronstjärna, och man hittade konstigheter i dess pulsperioder, vilket ledde till undersökningen som gav upphov till de inkorrekta pulsarerna. Den har en rotationstid på 6,22 millisekunder.

## Planeter

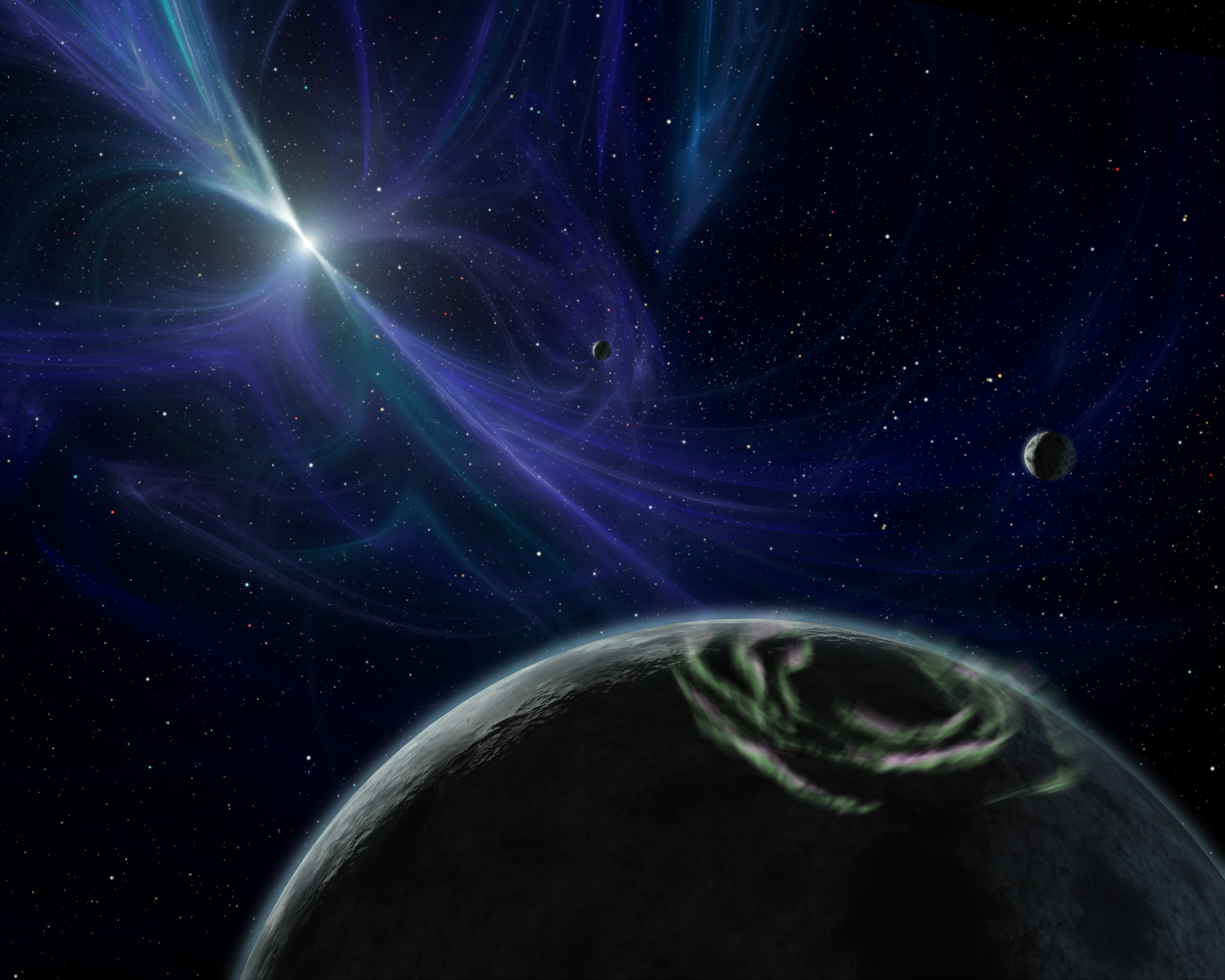
En konstnärs konceptuella bild av planeter som kretsar kring PSR B1257+12.

År 1991 upptäckte Aleksander Wolszczan och Dale Frail att pulsaren hade två exoplaneter, PSR 1257+12 B och PSR 1257+12 C. Dessa exoplaneter är de första som man kunnat påvisa; som pulsarplaneter överraskade de astronomerna, för tidigare trodde man att planeter endast kunde finnas runt huvudseriestjärnor. Mycken tvekan fanns kring denna upptäckt, när det upptäcktes en exoplanet runt en annan pulsar, PSR 1829-10. Det visade sig dock vara fel i uträkningarna. Senare upptäcktes ytterligare en planet till systemet, PSR B1257+12 b. Till detta verkar det som att systemet kan ha ett asteroidbälte eller ett kuiperbälte.
Planeterna tros härröra från de steniga kärnorna hos stjärnans tidigare gasjättar, eller vara resultaten av en andra omgång planeter bildade ur resterna av supernovan. Om de är rester av planeter som kretsade runt stjärnan före supernovaexplosionen, så är det teoretisk rimligt att de var gasjättar med stora stenkärnor, vars atmosfär blåstes bort av supernovan.  

### Möjlig komet
Man tror att det finns en komet eller asteroid som kretsar kring PSR B1257+12 med en genomsnittlig avstånd på 2,6 ae och med en omloppstid på ungefär 3,5 år. Detta objekt är så litet att det aldrig kan bli kallat en planet, men det är den första kända exoplanets asteroid eller komet som kan kretsa i ett bälte likt vårt kuiperbälte. Det är möjligt att detta är det största objektet i detta bälte av små himlakroppar som kretsar kring pulsaren. Den har en övre massa på 0,2 Plutomassor (0,0004 jordmassor) och med en maximal diameter på 1000 kilometer. Detta objekt är dock ännu inte bekräftat. 

### Möjlig gasjätte
År 1996, upptäcktes en möjlig Saturnus-lik planet kretsande runt pulsaren på ett avstånd på omkring 40 AE. Eftersom det var den fjärde planeten i systemet fick den beteckningen PSR B1257+12 D. Men denna upptäckt blev omdiskuterad och senare degraderad från planet till att möjligen vara en komet eller asteroid.